# Boston Dynamics
Boston Dynamics – firma projektowa zajmująca się inżynierią i robotyką, tworząca roboty przeznaczone dla armii amerykańskiej finansowane z DARPA. Siedziba Boston Dynamics znajduje się w Waltham w Massachusetts.

## Historia
Utworzona w 1992 roku jako spin-off w Massachusetts Institute of Technology przez Członka Narodowej Akademii Inżynierii Marca Raiberta. 13 grudnia 2013 roku została przejęta przez Google X, w którym jest zarządzana przez Andy'ego Rubina.
8 czerwca 2017 roku Alphabet ogłosił sprzedaż firmy do SoftBank Group za nieznaną kwotę.
W grudniu 2020 roku Hyundai Motor Company nabyła 80% udziałów w firmie od SoftBank za około 880 milionów dolarów.

## Produkty

### BigDog

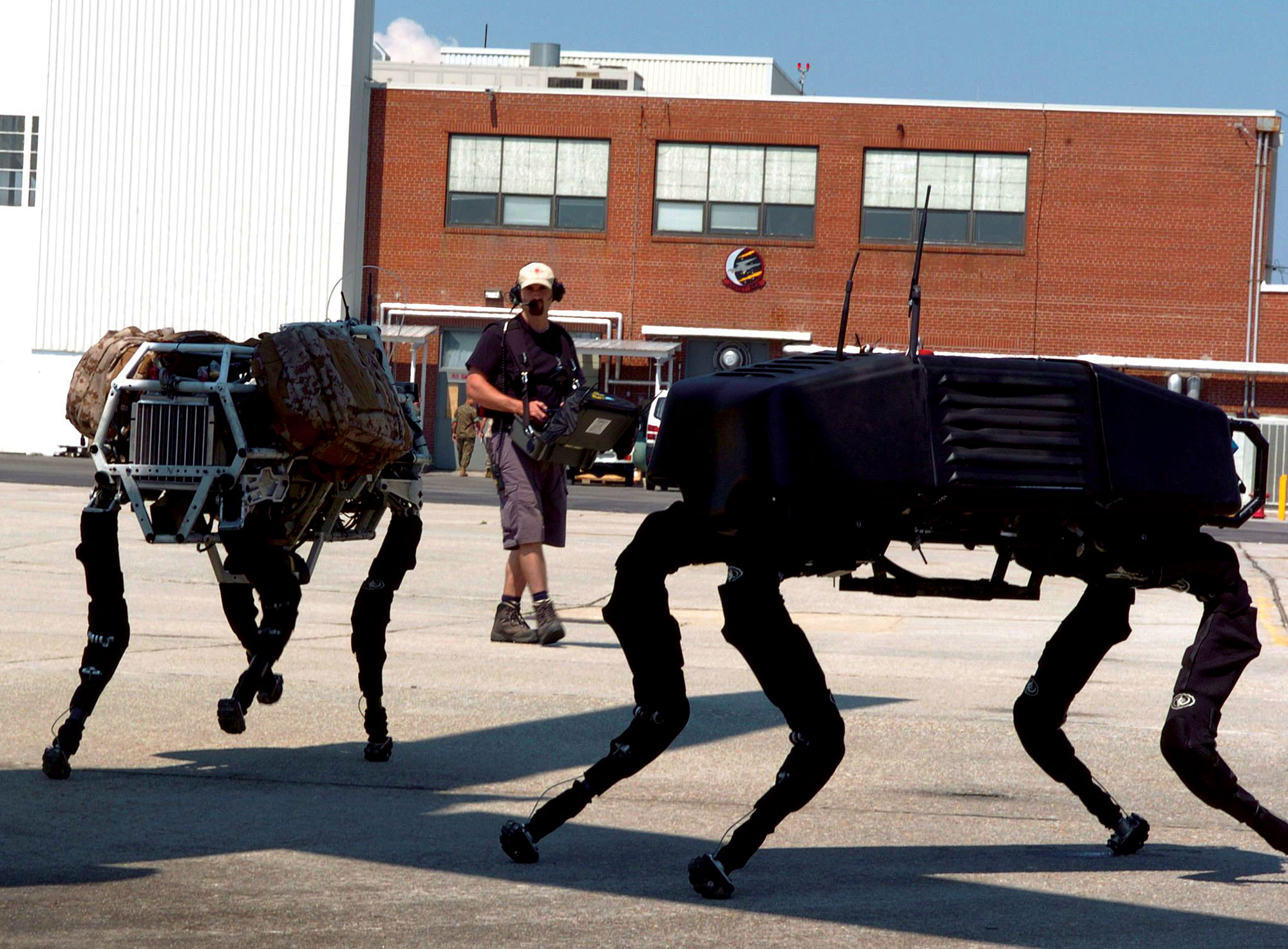
BigDog

Jest to czworonożny robot stworzony w 2005 roku. Fundowany przez DARPA, miał służyć w amerykańskiej armii, jednak projekt został zawieszony ze względu na jego hałaśliwość. Napędzany za pomocą silnika, który to napędza system hydrauliczny. Zamiast kół ma cztery nogi, co pozwala na poruszanie się na różnych powierzchniach. Został zaprojektowany do uniesienia 150 kg obok żołnierza idącego 6,4 km/h, zdolnego do poruszania się po terenie nachylonym do 35 stopni. Na pokładzie posiada komputer służący do lokomocji, przetwarzania czujników i obsługi komunikacji z użytkownikiem. Czujniki lokomocji obejmują kontakt z podłożem, obciążenie gruntowe, żyroskop, LIDAR i system stereowizyjny.

### Cheetah
Jest to czworonożny robot, którego prędkość wynosi 45 km/h (13 m/s), od sierpnia 2012 jest rekordem prędkości lądowej dla robotów nożnych. Poprzedni rekord wynosił 21,1 km/h (5,9 m/s), ustalony w 1989 roku w MIT. Cheetah ma przegubowe plecy, które wyginają się na każdym kroku, zwiększając tym samym szybkość. Mechanizm ten jest wzorowany na zwierzętach. Oryginalny robot Cheetah biega na bieżni w laboratorium, gdzie jest zasilany pompą hydrauliczną i wykorzystuje urządzenie typu wysięgnik, aby utrzymać go w centrum bieżni. Wolny Cheetah, który będzie działać bardziej naturalnie w terenie, o nazwie WildCat, został ujawniony opinii publicznej w dniu 3 października 2013 r. Podobny, ale niezależnie rozwinięty robot, znany również jako Cheetah, jest stworzony przez Biomimetic Robotics Lab z MIT, który do 2014 roku mógł skakać przez przeszkody podczas biegu.

### Little Dog
Mały czworonożny robot wyprodukowany z przeznaczeniem do badań dla Defense Advanced Research Projects Agency.

### RiSE
RiSE jest to robot potrafiący wspinać się po pionowym terenie, takim jak ściany, drzewa i ogrodzenia. Do wspinaczki używa nóg z mikro-pazurami i aby dopasować się do zakrzywienia powierzchni zmienia swoją postawę, a na stromych wzniesieniach ogon pomaga utrzymać równowagę. Robot ma długość 0,25 m, waży 2 kg i prędkość 0,3 m/s.

### Inne
- SandFlea
- PETMAN
- LS3
- Atlas
- RHex
- Spot Mini
- Handle

## Galeria

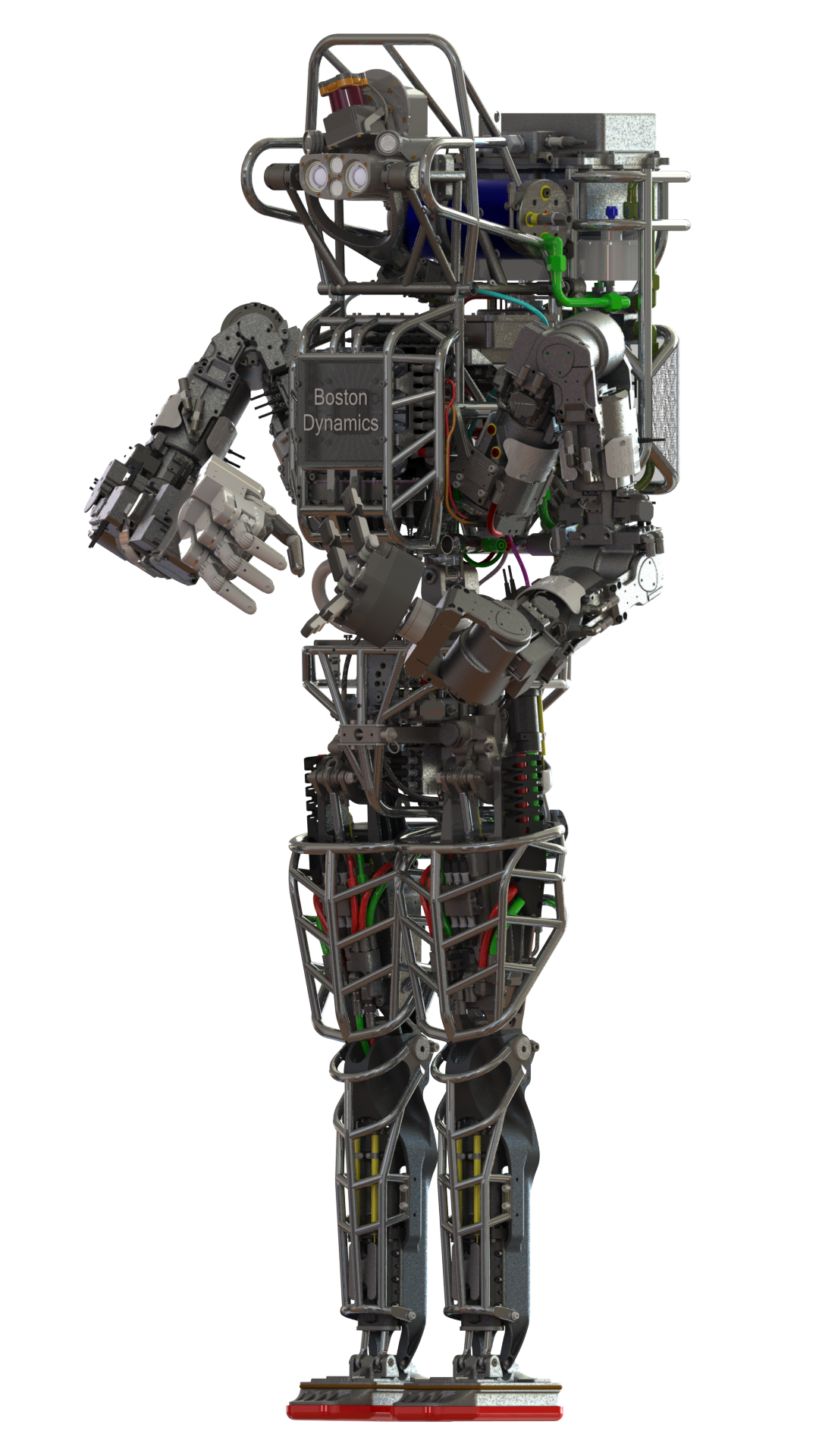
Atlas – robot
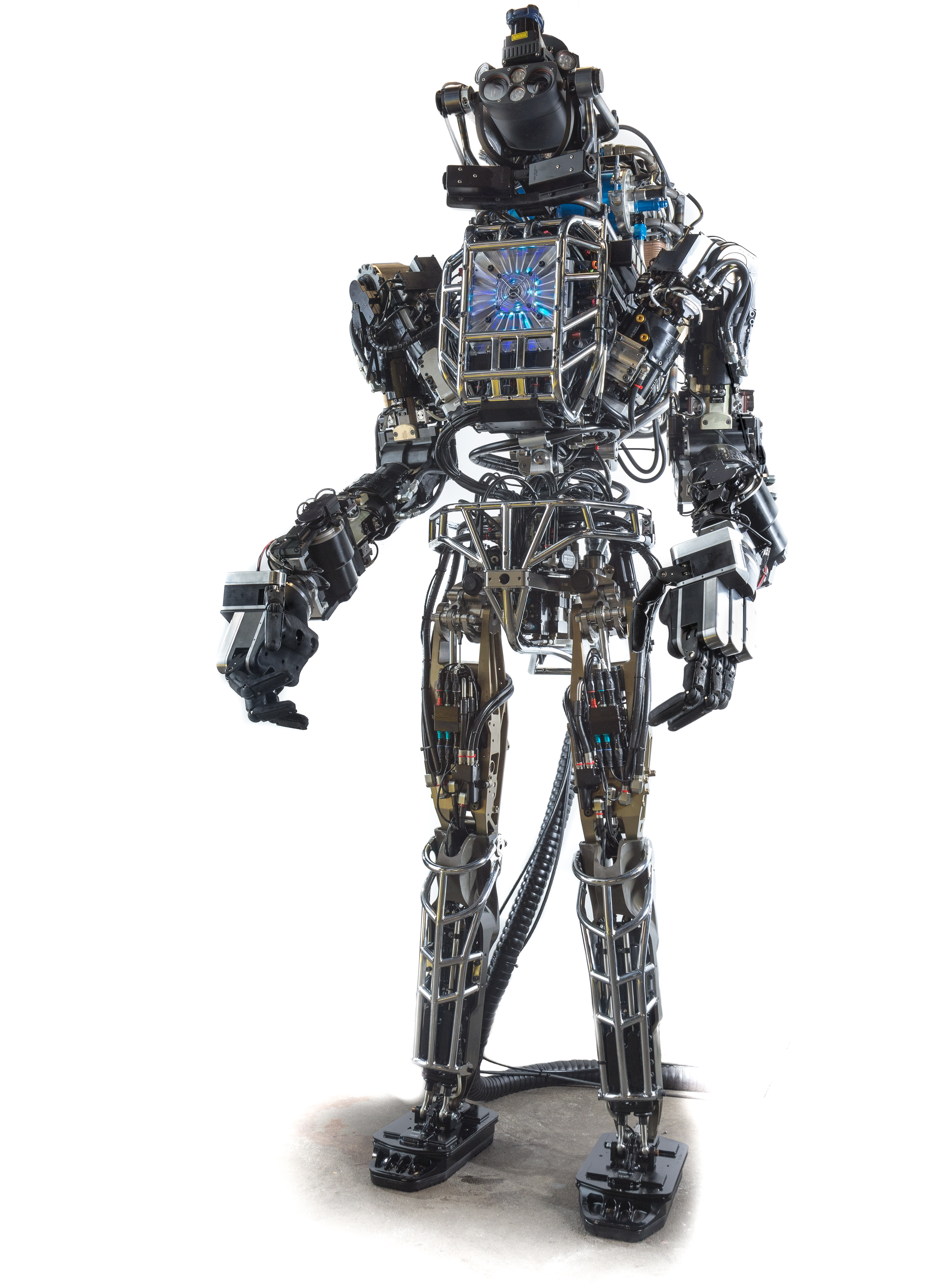
Atlas – widok z przodu
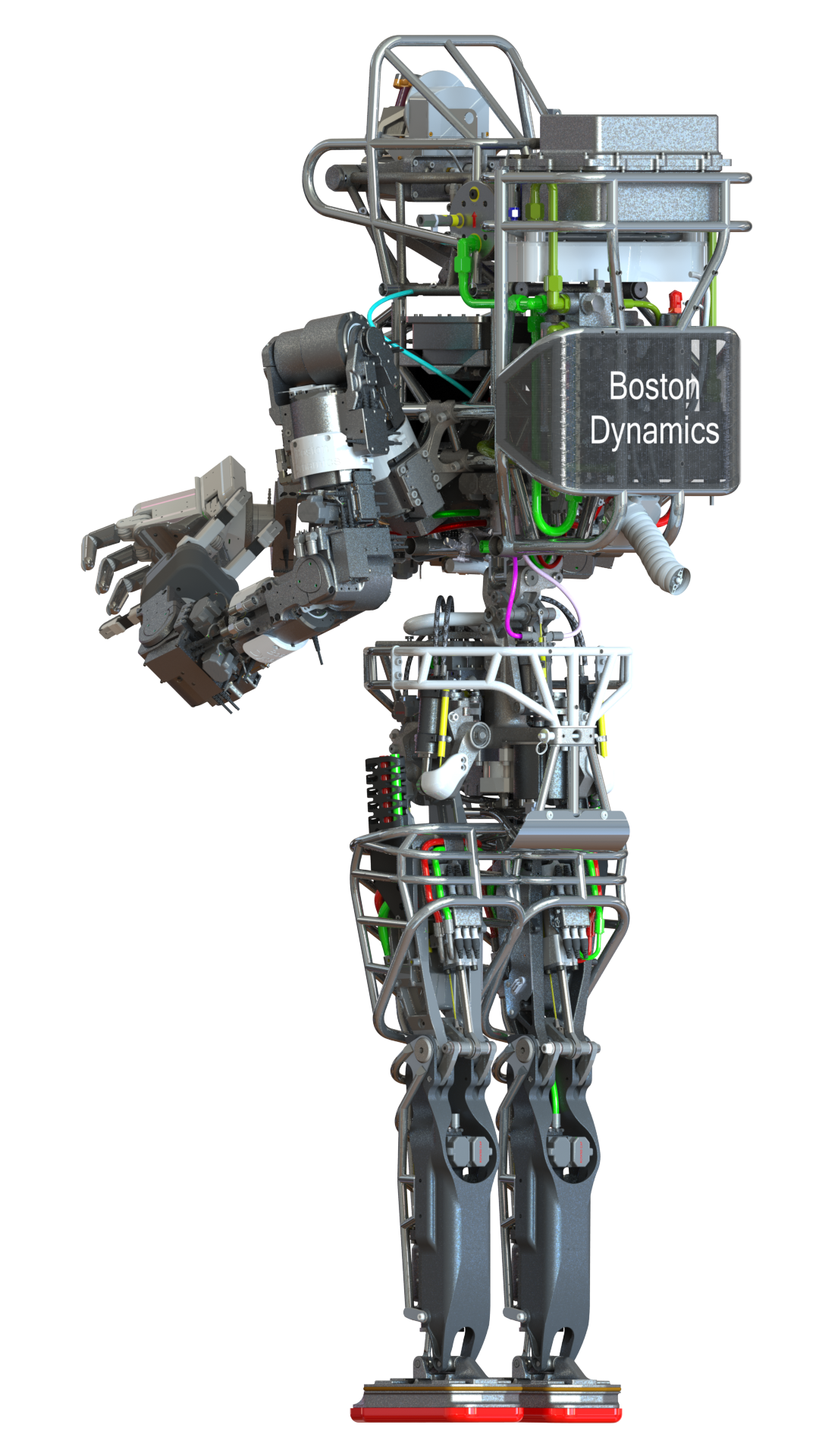
Atlas – widok z tyłu
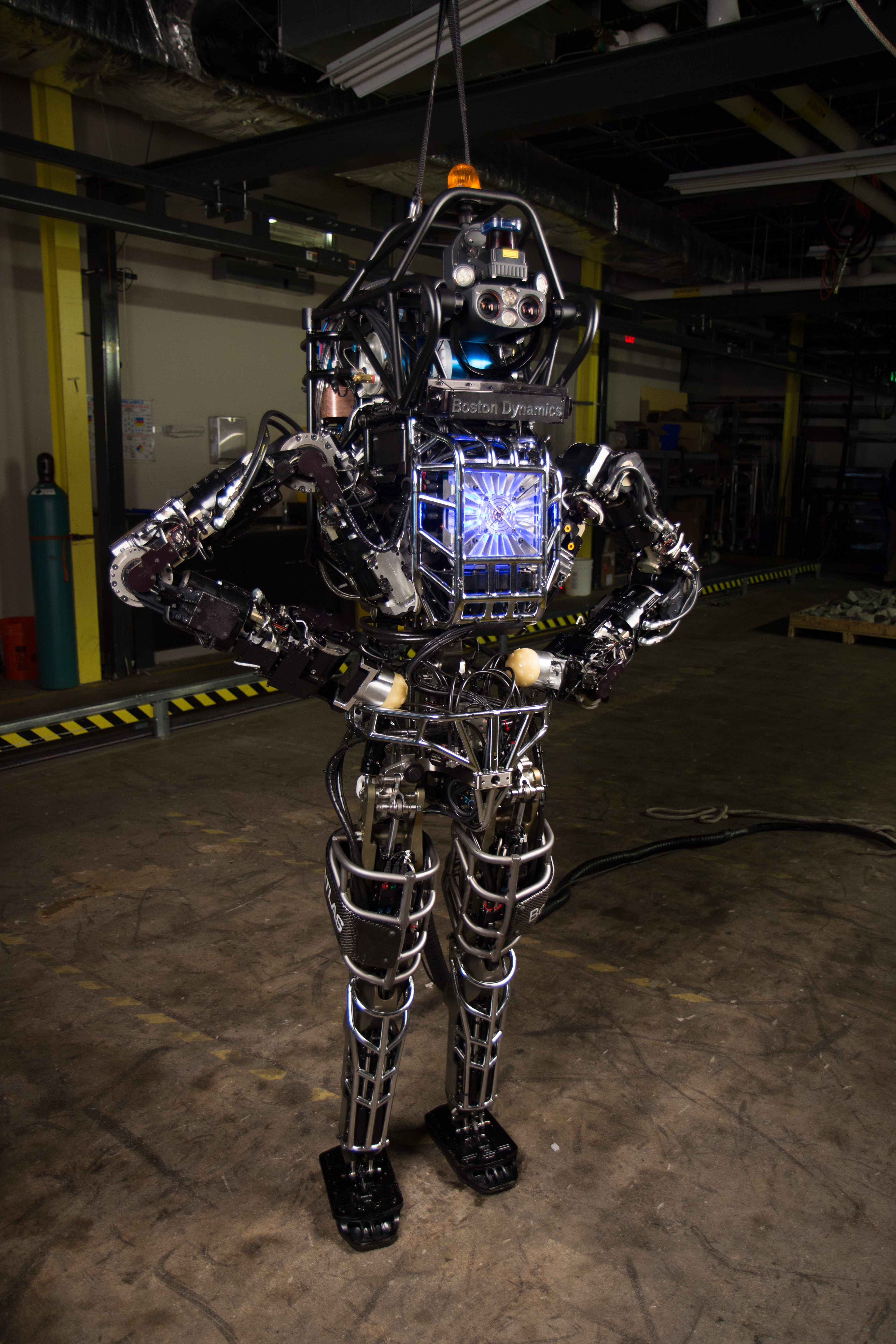
Atlas podczas testów
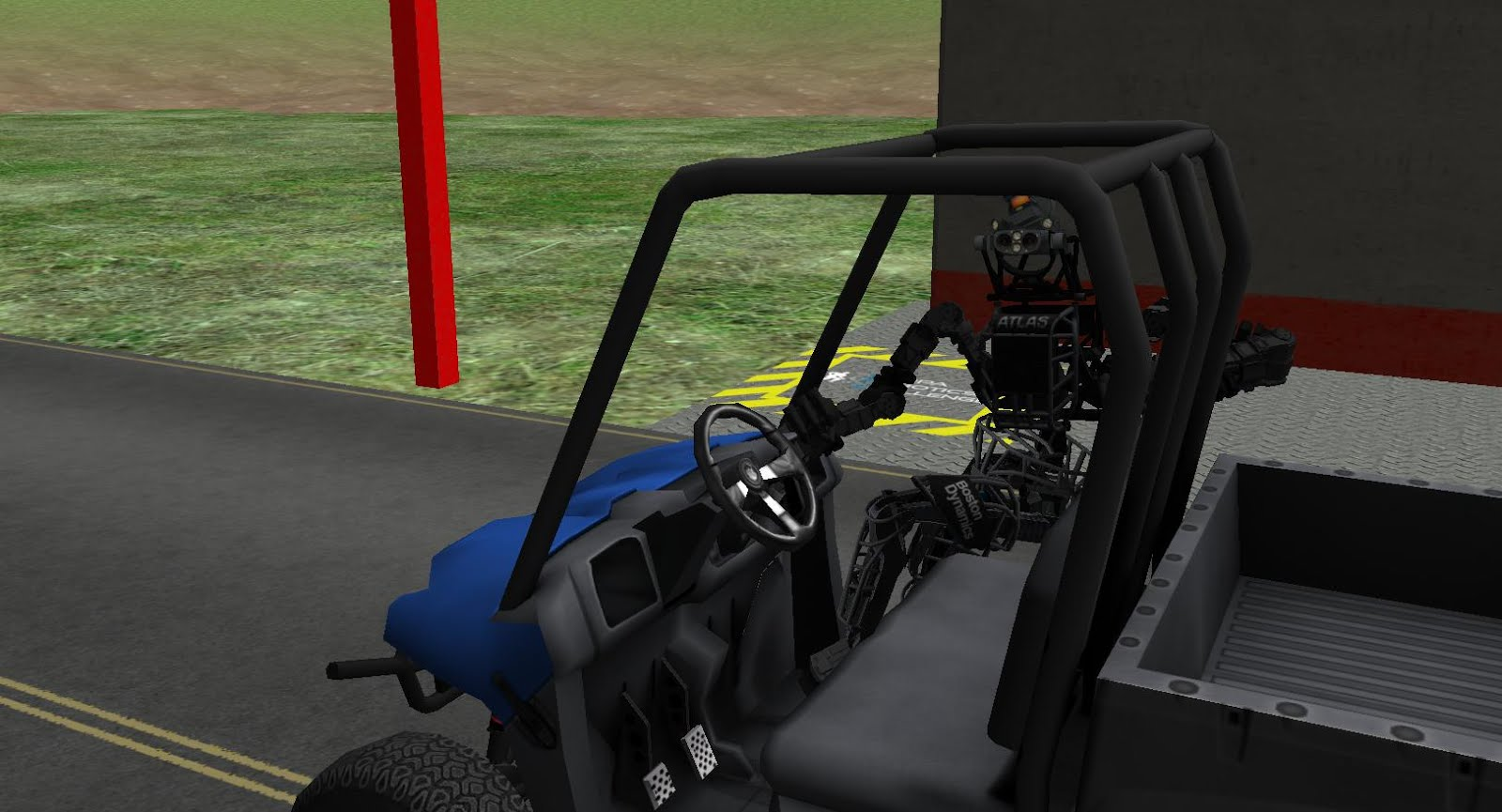
Atlas wspinający się do pojazdu
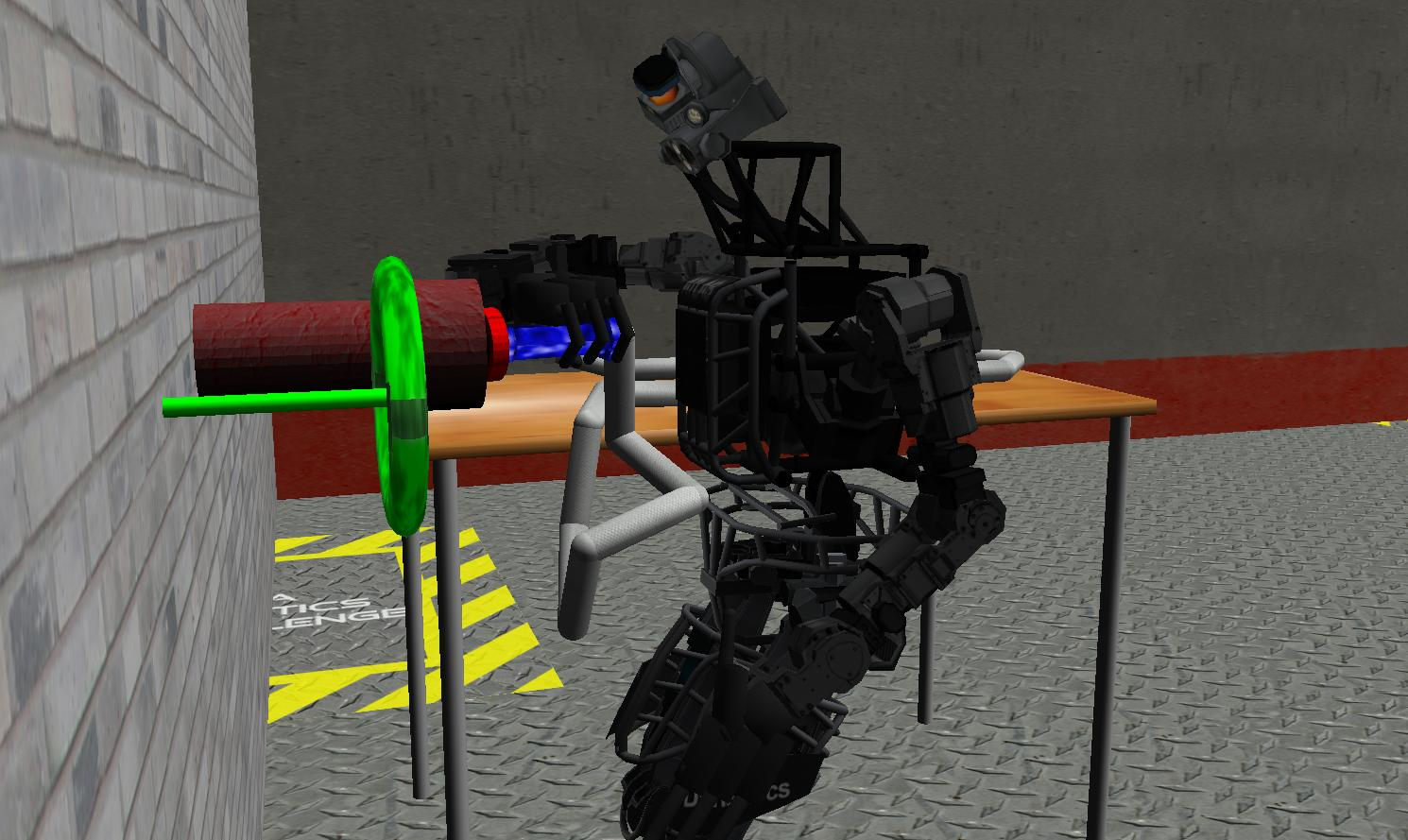
Atlas łączący szlauch